# مخیتار اسپاراپت
مخیتار اسپاراپت (ارمنی: Մխիթար Սպարապետ؛ ? – ۱۷۳۰) یک فرد نظامی اهل ارمنستان بود. وی قهرمان ملی ارمنی‌ها در سده هجدهم میلادی بوده است که در جنبش آزادی بخش ملی ارمنی شرکت نمود.